# Камара, Карлос
Карлос Франсиско Камара Ласаро (исп. Carlos Francisco Camara Lazaro; 9 января 1934, Санто-Доминго, Доминиканская республика — 24 февраля 2016, Мехико, Мексика) — известный мексиканский актёр.

## Биография
Родился 9 января 1934 года в Санто-Доминго в семье актрисы Лолиты Ласаро. В семье был также брат Франсиско, который стал танцором. Спустя несколько лет после рождения переехал в Венесуэлу, а в конце 1960-х годов в Мексику. В венесуэльском кинематографе дебютировал в 1961 году, в мексиканском — в 1969 году. Всего за свою жизнь актёр снялся в 50 работах, среди них присутствуют и теленовеллы. В 1979 году принял участие в культовом телесериале Богатые тоже плачут, где он сыграл роль Фернандо, после исполнения которой стал известен во многих странах мира, также известным стал телесериал Истинная любовь. Карлос Камара также играл в театре.
Скончался 24 февраля 2016 года в Мехико.

## Личная жизнь
Был женат на актрисе Элисе Парехо, супруга родила ему троих детей — будущих актёров Карлоса Камара-младшего, Виктора Камара и Лолиту Камара Парехо, однако личная жизнь у них не сложилась — супруги развелись.

## Фильмография

### Венесуэла

#### Сериалы студииVenevicion
- 1961 — В свете
- 1969 — Пабло и Алисия

### Мексика

#### Сериалы студииTelevisa
- 1969 — Тревожные предчувствия
- 1970 — Кошка — Тилисо
- 1971 — Тень Лусии — доктор Пабло Орасабаль
- 1971 — У любви - женское лицо — Альфредо Бустаманте
- 1972 — Колесница
- 1978 — Вивиана — Дон Хесус
- 1979 — Богатые тоже плачут — Фернандо (дубл. Алексей Инжеватов)
- 1979 — Небо для всех
- 1980 — Мой друг Виннету — Мортимер
- 1982 — Ванесса — Артемио де Сайнт-Херман
- 1982 — Из-за любви — Росендо
- 1983 — Хищница — Лоренсо
- 1984 — Принцесса — Максимо
- 1985 — Хуана Ирис — Николас
- 1986 — Мария Хосе, домашние дела
- 1986-87 — Волчье логово — Рейнальдо Гутьеррес
- 1988 — Странное возвращение Дианы Саласар — Франс Веббер
- 1990 — В лезвие смерти — Луиджи

#### Фильмы
- 1970 — Плохие девочки отца Мендеса
- 1972 — Честная женщина
- 1973 — Убежище стервятника
- 1975 — Приключения белого коня и мальчика
- 1976 — Выжившие в Андах
- 1979 — Священная война — падре Солер

## Театральные работы
- 1976 — Леди хлеба — Хуан Симон

## Награды и премии
Карлос Камара был дважды номинирован на премии и он победил в двух номинациях.

### TVyNovelas
| Год  | Категория           | Телесериал      | Результат |
| ---- | ------------------- | --------------- | --------- |
| 2004 | Лучшая главная роль | Истинная любовь | ПОБЕДА    |

### Премия ACE
| Год  | Категория           | Телесериал   | Результат |
| ---- | ------------------- | ------------ | --------- |
| 1998 | Лучшая мужская роль | На одно лицо | ПОБЕДА    |